# هوانغ يان
هوانغ يان (بالصينية: 黄岩) هو سياسي صيني، ولد في 16 أغسطس 1912، وتوفي في 9 يونيو 1989. انتخب member of the 1st Plenary Session of the Chinese People's Political Consultative Conference ‏.